# 埃斯皮诺萨德塞拉托
埃斯皮诺萨德塞拉托，是西班牙卡斯蒂利亚-莱昂帕伦西亚省的一个市镇。 总面积45平方公里，总人口249人（2001年），人口密度6人/平方公里。